# Shimlan
Shimlān (in arabo شملان‎?) è un villaggio libanese del Distretto di ʿĀleyh, nel Governatorato del Monte Libano. Esso si trova a circa 25 chilometri da Beirut.
È stato il luogo natale di Philip Khuri Hitti, noto storico e arabista.